# Гојанија
Гојанија (порт. Goiânia) град је у Бразилу и главни град савезне државе Гојас. Према процени из 2007. у граду је живело 1.244.645 становника. Гојанија је највећи град у региону, а 13. у Бразилу. Прве зграде у граду су изграђене у стилу Арт декоа и сматрају се једним од најважнијих скупова ове врсте објеката у Бразилу.

## Географија

### Клима
Град има влажну тропску и суву климу са просечном температуром од 21,9° C. Влажне сезона је од октобра до априла, а сува сезона од маја до септембра. Количина падавина је око 1520 мм.
Најнижа температура икада измерена је 0,5° C на 18. јула 2000.
Гојанија има највеће зелене површине по становнику у Бразилу, а друга је у свету, после Едмонтона.

## Историја
Идеја о стварању нове метрополе у Гојасу почиње са самим стварањем државе Гојас. План долази пред архитекту Маркос де Нороњу, 1753, желећи да успоставе главни град провинције, а затим је поново у 1863. Хосе Виеира де Куто Магајес предложио план за прављење града који би се налазио на обали реке Арагуја.
Године 1932, одлучено је где ће бити изграђена нова престоница. План је био да град има око 50.000 становника и облик концентричног радијуса.
Године 1937, потписан је декрет о преласку главног града државе из Сидад Гоје у Гојанију.
Име Гојанија установљено је 1933, након конкурса по локалним новинама. Читаоци широм државе су гласали и предлагали име. Прве зграде у граду су изграђене у стилу Арт декоа и сматрају се једним од најважнијих скупова ове врсте објеката у Бразилу.
Данас, град има преко милион становника и спада у највеће у Бразилу.

## Становништво
Према процени из 2007. у граду је живело 1.244.645 становника.
| 1991.   | 2000.     |
| ------- | --------- |
| 922,222 | 1,093,007 |